# Constantin Bellermann
Constantin Bellermann, född 1696 i Erfurt, död 1763 i Münden, var en tysk kompositör.

## Biografi
Constantin Bellermann föddes 1696 i Erfurt. Han studerade juridik och efter fullbordade studier vid akademin började han att komponera musik. Bellermann komponerad konserter för flöjt, Oboe d’amore och klaver, svit för luta, sonater för gamba, flöjt och klaver. Han komponerade också kyrkomusik. Bellermann arbetade som direktör vid högskolan i Münden. Han avled 1763 i Münden.